# Manhunt International 2000
Manhunt International 2000 là cuộc thi Manhunt International lần thứ bảy được tổ chức tại Singapore. Khoảng 35 quốc gia dự thi. Brett Cameron Wilson đến từ Úc đăng quang ngôi vị Manhunt International.

## Kết quả
| Thứ hạng                    | Thứ hạng | Thứ hạng | Thứ hạng |
| Hạng                        | Thí sinh |          |          |
| --------------------------- | --- | -------- | -------- |
| Manhunt International 2000  | - Úc - Brett Cameron Wilson |          |          |
| Á vương 1                   | - México - David Zepeda |          |          |
| Á vương 2                   | - Singapore - Brandon Choo |          |          |
| Á vương 3                   | - Venezuela - José Gabriel Madonía Panepinto |          |          |
| Á vương 4                   | - Curaçao - Geraldino Nicolina |          |          |
| Top 10                      | - Canada - Jimmy Hatzikiriakos - Đan Mạch - Nicolai Heering - Đức - Krisda Duangphung - Phần Lan - Mikko Nummenmaa - Trung Quốc - Liu Feng Cheng |          |          |
| Giải thưởng đặc biệt        | |          |          |
| Giải thưởng                 | Thí sinh |          |          |
| Best National Costume       | Winner - Venezuela - José Gabriel Madonía Panepinto Top 3 - Malaysia - Ooi Han Boon - Trung Quốc - Liu Feng Cheng                                |          |          |
| Best in Clubwear            | - Curaçao - Geraldino Nicolina |          |          |
| Best in Malay National Wear | - Thụy Điển - Andreas Mattsson |          |          |
| Mr. Friendship              | - Singapore - Brandon Choo |          |          |
| Mr. Photogenic              | - Đan Mạch - Nicolai Heering |          |          |
| Mr. Talent                  | - Philippines - Richard Stewart |          |          |
| Mr. Internet Popularity     | - Curaçao - Geraldino Nicolina |          |          |
| Mr. Fitness                 | - Iceland - Egir Orn Valgeirsson |          |          |
| Mr. Goodwill                | - Jamaica - Marlon Joseph Atkinson |          |          |
| Mr. Sex Appeal              | - Úc - Brett Cameron Wilson |          |          |
| Mr. Hunk                    | - Venezuela - José Gabriel Madonía Panepinto |          |          |
| Mr. Sporty                  | - Síp - Marcus Platrides |          |          |
| Mr. Macho                   | - Canada - Jimmy Hatzikiriakos - Trung Quốc - Liu Feng Cheng - Úc - Brett Cameron Wilson                                                         |          |          |

## Các thí sinh
33 thí sinh dự thi.
| Quốc gia/vùng lãnh thổ | Thí sinh                       |
| ---------------------- | ------------------------------ |
| Ấn Độ                  | Reji Varghese                  |
| Bolivia                | Ariel Chavez Mendez            |
| Brasil                 | Diego Maniscalco Steil         |
| Bulgaria               | Sava Tzekov                    |
| Canada                 | Jimmy Hatzikiriakos            |
| Quần đảo Cayman        | Jonathan Powell                |
| Curaçao                | Geraldino Nicolina             |
| Đan Mạch               | Nicolai Heering                |
| Đức                    | Krisda Duangphung              |
| Gibraltar              | Yevgeni Pavlov                 |
| Hồng Kông              | Michael Gurung                 |
| Hy Lạp                 | Efatathios Avramidis           |
| Iceland                | Egir Orn Valgeirsson           |
| Jamaica                | Marlon Joseph Atkinson         |
| Latvia                 | Gatis Didrihsons               |
| Malaysia               | Ooi Han Boon                   |
| México                 | David Zepeda                   |
| Nam Phi                | Paul Carlisle                  |
| Na Uy                  | Chu Kai Peng                   |
| New Zealand            | Daniel Grindrod                |
| Nicaragua              | Mario Zavala Gadea             |
| Papua New Guinea       | Robert William Jones           |
| Phần Lan               | Mikko Nummenmaa                |
| Philippines            | Richard Stewart                |
| Puerto Rico            | Francisco Torres               |
| Singapore              | Brandon Choo                   |
| Síp                    | Marcus Platrides               |
| Thái Lan               | Sopon Sukanan                  |
| Thụy Điển              | Andreas Mattsson               |
| Trung Quốc             | Liu Feng Cheng                 |
| Úc                     | Brett Cameron Wilson           |
| Venezuela              | José Gabriel Madonía Panepinto |
| Ý                      | Alexandre Straduticari         |